# 三峡，我的家乡
《三峡，我的家乡》是湖北作曲家王原平创作的一首歌曲，原本是1995年的电视剧《家在三峡》的片头曲。
窄三声腔（6-1-2）是这首歌的初始音乐动机。王原平所作的曲子继承了湖北传统音乐的风格，音区跳动不大，旋律简洁，以徵商结构为基本音调。为达到极致的抒情效果，王拓宽了音域。歌词为熊永所作，反应三峡人民“男人不爬山脚板痒，女人不下地心里慌”的传统生活状态，以及三峡男女对生活的热爱和眷恋。
王丹萍是这首歌的原唱，当时她怀着身孕完成了录音。后来她亦曾指导李琼以这首歌在青年歌手大奖赛上获奖。在演唱时，王丹萍以湖北话演唱前四句，以传达土家族风味。而正拍则以普通话演唱加强抒情性，以哑吼、轻吟的对比来体现出画面感。
这首歌还曾获得文化部文华奖、中宣部五个一工程奖，以及湖北省屈原文艺奖。